# Exoteratura kerinci
Exoteratura kerinci är en insektsart som först beskrevs av Andrej Vasiljevitj Gorochov 2002.  Exoteratura kerinci ingår i släktet Exoteratura och familjen vårtbitare. Inga underarter finns listade i Catalogue of Life.